# Butterflies (utwór muzyczny 3+2)
Butterflies – utwór białoruskiego zespołu 3+2 nagrany we współpracy z Robertem Wellsem, napisany przez Maksima Fadiejew i Malkę Chaplin, wydany w formie singla w 2010.
Utwór reprezentował Białoruś podczas 55. Konkursu Piosenki Eurowizji. Początkowo eurowizyjnym utworem miał zostać „Far Away” Leanida Szyryna i Juryja Waszczuka, ale członkowie zespołu postanowili zmienić piosenkę na „Butterflies”. 25 maja utwór został zaprezentowany w pierwszym półfinale Eurowizji jako 16. w kolejności i zdobył 59 punktów i awansowała do finału z dziewiątego miejsca. W finale zdobył 18 punktów, zajmując przedostatnie, 24. miejsce.